# Stary Goniwilk
Stary Goniwilk es un pueblo de Polonia, en Mazovia. Se encuentra en el distrito (Gmina) de Żelechów, perteneciente al condado (Powiat) de Garwolin. Se encuentra aproximadamente a 6 km al noroeste de Żelechów, 16 km al sureste de Garwolin, y a 72 km al sureste de Varsovia. Su población es de 266 habitantes.
Entre 1975 y 1998 perteneció al voivodato de Siedlce.